# Be Loved In House
Be Loved In House es una serie taiwanesa de temática romántica y LGBT, protagonizada por Hank Wang y Aaron Lai. La serie se emitió del 20 de mayo al 29 de julio de 2021.

## Reparto
- Hank Wang como Shi Lei
- Aaron Lai como Jin Yu Zhen
- Liao Wei Po como Yan Zhao Gang
- Yu Jie En como Wu Si Qi
- Yao Mi como Bai Xiao Qian
- Chen Xi Teng como Wang Jing
- Lotus Wang como Lan Juan (madre de Shi Lei)
- Deyn Li como Yi Zi Tong
- Ai Yu Fan como Cheng Luo
- Lin Jia You como Mu Qi Liang
- Fan Guang Yao como Mai Zheng Xiong
- Wayne Song[2]